# Nekrolog 1332
Nekrolog
◄◄
| ◄
| 1328
| 1329
| 1330
| 1331
| 1332 | 1333 | 1334 | 1335 | 1336 | ► | ►►
Weitere Ereignisse | Allgemeiner Nekrolog 1332
Die Beschreibung der verstorbenen Person sollte so kurz wie möglich gehalten sein und nur deren signifikante Tätigkeit(en) enthalten.
Neue Namen ggf. auch unter dem Geburts- und Sterbedatum, also etwa unter 1. Januar und im Geburts- und Sterbejahr (2024) eintragen (nur bei entsprechender großer Wichtigkeit). Für Beispiele siehe die schon vorhandenen Artikel.
Außerdem über die fünf zuletzt Verstorbenen, zu denen es einen ausreichend guten Artikel für eine Präsentation auf der Hauptseite gibt, nach der todesbedingten Überarbeitung der Artikel ggf. auch unter Wikipedia Diskussion:Hauptseite informieren und sie am besten auch in den anderen Wikipedia-Sprachversionen eintragen. Tipp: Regelmäßig bei news.google.de nach „ist tot“, „gestorben“ oder „verstorben“ suchen.
Wenn eine Person gestorben ist, gibt es viele Seiten zu dieser Person in der Wikipedia, die davon auch betroffen sind und entsprechend aktualisiert werden müssen. Beispiele: Namenübersichtsseite, Geburtsjahr, Geburtsort-Seiten und viele mehr.
Wie finde ich die betroffenen Seiten?
Im Suchfeld auf der linken Seite gibt man den Suchbegriff so ein: „Vorname Nachname“. Dann klickt man auf Volltext und alle Seiten mit entsprechendem Suchtext werden aufgerufen. Hier sieht man dann schnell, wo auch das Todesjahr Sinn macht oder sogar ein Teil des Artikels angepasst werden muss. Auch hilft das „Werkzeug“ auf der linken Seite sehr gut, um solche Seiten aufzufinden: „Links auf diese Seite“. Somit ist die Wikipedia wieder aktuell in allen Bereichen! Hinweis: bei Eintragung der Kategorie „Gestorben JAHR“ wird der Missbrauchsfilter 49 ausgelöst, was jedoch nicht schlimm ist. Siehe: Spezial:Missbrauchsfilter/49
Dies ist eine Liste von im Jahr 1332 verstorbenen bekannten Persönlichkeiten. Die Einträge erfolgen innerhalb der einzelnen Daten alphabetisch sortiert. Tiere sind im Nekrolog für Tiere zu finden.

## Januar
| Tag       | Name                       | Beruf, bekannt als             | Alter | Beleg |
| --------- | -------------------------- | ------------------------------ | ----- | ----- |
| 5. Januar | Heinrich II. von Virneburg | Erzbischof des Erzbistums Köln |       |       |

## Februar
| Tag         | Name           | Beruf, bekannt als    | Alter | Beleg |
| ----------- | -------------- | --------------------- | ----- | ----- |
| 13. Februar | Andronikos II. | byzantinischer Kaiser |       |       |

## März
| Tag      | Name                 | Beruf, bekannt als                      | Alter | Beleg |
| -------- | -------------------- | --------------------------------------- | ----- | ----- |
| 13. März | Theodoros Metochites | byzantinischer Philosoph und Kunstmäzen |       |       |

## April
| Tag       | Name             | Beruf, bekannt als                | Alter | Beleg |
| --------- | ---------------- | --------------------------------- | ----- | ----- |
| 16. April | Kyōgoku Tamekane | japanischer Dichter und Politiker |       |       |

## Mai
| Tag     | Name                       | Beruf, bekannt als                       | Alter | Beleg |
| ------- | -------------------------- | ---------------------------------------- | ----- | ----- |
| 13. Mai | Jesaias von Konstantinopel | Patriarch von Konstantinopel (1323–1332) |       |       |
| 19. Mai | Friedrich IV.              | Burggraf von Nürnberg                    |       |       |

## Juni
| Tag      | Name                | Beruf, bekannt als                  | Alter | Beleg |
| -------- | ------------------- | ----------------------------------- | ----- | ----- |
| 24. Juni | Wincenty z Szamotuł | Woiwode und Generalstarost in Polen |       |       |

## Juli
| Tag      | Name                              | Beruf, bekannt als                | Alter | Beleg |
| -------- | --------------------------------- | --------------------------------- | ----- | ----- |
| 20. Juli | Thomas Randolph, 1. Earl of Moray | schottischer Adliger und Diplomat |       |       |

## August
| Tag        | Name                              | Beruf, bekannt als                                                                                                | Alter | Beleg |
| ---------- | --------------------------------- | --- | ----- | ----- |
| 2. August  | Christoph II.                     | König von Dänemark (1320–1326 und 1329–1332)                                                                      | 55    |       |
| 6. August  | Wilhelm XII.                      | Graf von Auvergne und Graf von Boulogne                                                                           |       |       |
| 11. August | Domhnall, 8. Earl of Mar          | schottischer Adeliger der im Zweiten Schottischen Unabhängigkeitskrieg gegen die Invasion der „Enterbten“ kämpfte |       |       |
| 11. August | Thomas Randolph, 2. Earl of Moray | schottischer Adliger und Militärführer                                                                            |       |       |
| 11. August | Murdoch Stewart, Earl of Menteith | schottischer Magnat                                                                                               |       |       |

## September
| Tag           | Name       | Beruf, bekannt als                    | Alter | Beleg |
| ------------- | ---------- | ------------------------------------- | ----- | ----- |
| 2. September  | Toqa Timur | Kaiser Chinas (Yuan-Dynastie)         |       |       |
| 22. September | James Ben  | schottischer Geistlicher und Diplomat |       |       |

## Oktober
| Tag         | Name          | Beruf, bekannt als            | Alter | Beleg |
| ----------- | ------------- | ----------------------------- | ----- | ----- |
| 25. Oktober | Hartung Münch | Bischof von Basel (1325–1328) |       |       |

## November
| Tag          | Name              | Beruf, bekannt als | Alter | Beleg |
| ------------ | ----------------- | ------------------ | ----- | ----- |
| 10. November | Dietrich Luf III. | Graf von Hülchrath |       |       |

## Dezember
| Tag          | Name               | Beruf, bekannt als                 | Alter | Beleg |
| ------------ | ------------------ | ---------------------------------- | ----- | ----- |
| 14. Dezember | Irinchinbal        | Kaiser der Yuan-Dynastie           | 6     |       |
| 18. Dezember | Gerlach von Erbach | Domherr und Bischofselekt in Worms |       |       |
| 21. Dezember | Dietrich Wolfhauer | Bischof von Lavant                 |       |       |

## Datum unbekannt
| Tag | Name                                    | Beruf, bekannt als                                           | Alter | Beleg |
| --- | --------------------------------------- | ------------------------------------------------------------ | ----- | ----- |
|     | Andronikos III.                         | Kaiser von Trapezunt                                         |       |       |
|     | Gaddo Gaddi                             | florentinischer Maler                                        |       |       |
|     | Thomas de Furnivall, 1. Baron Furnivall | Baron Furnivall, politischer Ratgeber des Königs             |       |       |
|     | Agnes von Meißen                        | Tochter von Albrecht II. (Meißen) und Margaretha von Staufen |       |       |
|     | Burkhard Werner von Ramstein            | Bürgermeister von Basel                                      |       |       |